# سوپر جام فوتبال ایران ۱۴۰۳
سوپر جام فوتبال ایران ۱۴۰۳ دهمین دورهٔ مسابقهٔ سوپر جام فوتبال ایران است که میان قهرمان لیگ برتر ۰۳–۱۴۰۲ (پرسپولیس)و قهرمان جام حذفی ۰۳–۱۴۰۲ (سپاهان) توسط فدراسیون فوتبال ایران برگزار شد.

## مسابقه
| پرسپولیس | ۱-۰ | سپاهان           |
| -------- | --- | ---------------- |
|          |     | ۲'استیون ان‌زونزی |

قوانین مسابقه
- ۹۰ دقیقه وقت معمول مسابقه.
- ۳۰ دقیقه وقت اضافه در صورت لزوم.
- در صورتی‌که همچنان مسابقه مساوی بود، تیم برنده با ضربات پنالتی مشخص خواهد شد.
- هر تیم ۱۲ بازیکن ذخیره خواهد داشت.
- در طول مسابقه هر تیم اجازه ۵ تعویض دارند.
- در صورت کشیده شدن به وقت اضافه، یک تعویض دیگر نیز مجاز است.

## باشگاه‌ها
| تیم      | عنوان                                | دیدارهای پیشین (اعداد پررنگ نشان‌دهنده قهرمانی) |
| -------- | ------------------------------------ | ---------------------------------------------- |
| پرسپولیس | قهرمان لیگ برتر فوتبال ایران ۰۳–۱۴۰۲ | ۶ مرتبه (۱۳۹۶، ۱۳۹۷، ۱۳۹۸، ۱۳۹۹، ۱۴۰۰، ۱۴۰۲)   |
| سپاهان   | قهرمان جام حذفی فوتبال ایران ۰۳–۱۴۰۲ | نخستین                                         |

اعداد پررنگ نشان‌دهنده قهرمانی در این فصل است.

## قهرمان
| قهرمان سوپر جام فوتبال ایران ۱۴۰۳ |
| --------------------------------- |
| سپاهان                            |
| نخستین قهرمانی                    |

## جستار وابسته
- هماوردی پرسپولیس و سپاهان
- لیگ برتر خلیج فارس
- لیگ برتر فوتبال ایران ۰۳–۱۴۰۲
- جام حذفی فوتبال ایران ۰۳–۱۴۰۲
- جام حذفی فوتبال ایران